# Nīlāvareh-ye Soflá
Nīlāvareh-ye Soflá (persiska: نیلاوره سفلى) är en ort i Iran.   Den ligger i provinsen Kermanshah, i den västra delen av landet, 500 km väster om huvudstaden Teheran. Nīlāvareh-ye Soflá ligger 1 444 meter över havet och antalet invånare är 186.
Terrängen runt Nīlāvareh-ye Soflá är kuperad åt sydväst, men åt nordost är den platt. Terrängen runt Nīlāvareh-ye Soflá sluttar österut. Runt Nīlāvareh-ye Soflá är det ganska tätbefolkat, med 60 invånare per kvadratkilometer. Närmaste större samhälle är Ravānsar, 18,5 km norr om Nīlāvareh-ye Soflá. Trakten runt Nīlāvareh-ye Soflá består till största delen av jordbruksmark.